# Rivetina laticollis
Rivetina laticollis är en bönsyrseart som beskrevs av Scott LaGreca och Atilio Lombardo 1982. Rivetina laticollis ingår i släktet Rivetina och familjen Mantidae. Inga underarter finns listade i Catalogue of Life.